# Deep South (Film)
Deep South ist ein US-amerikanischer Kurzfilm von Leslie Goodwins. Der Musikfilm, in dem der Hall Johnson Choir neun Lieder singt, kam im Januar 1937 in die Kinos.

## Handlung
Die Sklaven Zeke und Ca’line arbeiten als Baumwollpflücker auf einer Plantage. Sie wollen heiraten, doch sind die anderen Sklaven auf der Plantage betrübt, da sie aufgrund ihrer Arbeit nicht, wie Tradition, dem Paar ein Haus errichten können. Der Plantagenbesitzer hat ein Einsehen und gibt die Baumwollpflücker von der Arbeit frei.
Die Hochzeit wird vorbereitet und neben einem gemeinschaftlichen Essen und der Hochzeit am Abend wird das Haus errichtet. Am Ende sieht man das frischgetraute Ehepaar vor ihrem neuen Haus, während die anderen Sklaven das Lied My Old Kentucky Home anstimmen.

## Auszeichnungen
Deep South wurde 1938 für einen Oscar in der Kategorie „Bester Kurzfilm (zwei Filmrollen)“ nominiert, konnte sich jedoch nicht gegen Torture Money durchsetzen.